# Broken Wings EP
Broken Wings EP es el auto-titulado por Passerby, pero ahora se llama Flyleaf. 

## Lista de canciones
1. "Red Sam"
2. "Broken Wings"
3. "Breathe Today"
4. "Ocean Waves"

- Datos: Q3284387